# Vedea (Giurgiu)
Vedea es una comuna ubicada en el distrito de Giurgiu, Rumania.

## Superficie
Cuenta con una superficie de 80,87 kilómetros cuadrados.

## Demografía
Hasta 2021 la población era de 2540 habitantes, con una densidad de población de 31,41 habitantes por kilómetro cuadrado.